# EXILE NESMITH
EXILE NESMITH（エグザイル ネスミス、1983年8月1日 - ）は、日本の歌手、ダンサー。EXILE、EXILE THE SECONDのメンバー。STEEL、J Soul Brothersの元メンバー。愛称は、ネス、ねっさん。
熊本県熊本市出身。身長181cm。血液型はO型。

## 略歴
小学生の頃から歌手を志す。小学校6年の1学期まで熊本市立大江小学校に通う。熊本市立湖東中学校を卒業。
2000年、テレビ東京系バラエティ番組『ASAYAN』の企画「男子ヴォーカリストオーディション」に参加。最終選考で落選するも、番組を見ていた柏原収史が当時ボーカルを探していたことからSTEELが結成され、2001年6月6日にデビューした。STEELは2002年10月に活動休止し、その後は半年間ロサンゼルスとニューヨークに留学した。
2004年、ソロ活動開始。
2005年9月、LDHに移籍。
2006年4月12日、シングル「追伸」でソロデビュー。同年5月から7月にかけて行われたEXILESの『武者修行ツアー2006』に参加した。同年9月22日の「EXILE VOCAL BATTLE AUDITION」最終決戦にシード枠で参加するも落選。
2007年1月25日、J Soul Brothers（二代目）として始動。
2009年3月1日、J Soul Brothersのメンバー全員がEXILEに加入。
2012年7月1日、EXILEの派生ユニットTHE SECONDとしても始動。

## 人物
- RADIO FISHのShow-heyは5歳頃からの幼馴染である[16]。
- 13歳の時に地元のRKKラジオが主催するカラオケコンテストに出場した[17][10]。
- 学生時代、水泳部に所属していた[18]。

### 家族
- 父親はアメリカ人でニュージャージー州出身[10]。母親は日本人[10]。妹はタレントのアレサネスミス[19]。
- 2022年10月25日にロックバンドHEY-SMITHのかなすと結婚[20]。2年半の交際期間を経て結婚に至った[20]。

## 作品

### シングル
1. 追伸（2006年4月12日）

### その他のソロ曲
| 発売日       | 曲名                  | 収録作品                                 |
| ------------ | --------------------- | ---------------------------------------- |
| 2014年2月5日 | Dear…                 | THE SECOND from EXILE『THE II AGE』      |
| 2017年3月1日 | Beautiful Angel       | EXILE THE SECOND『BORN TO BE WILD』      |
| 2024年6月5日 | high-five〜歓喜の音〜 | EXILE THE SECOND『THE FAR EAST COWBOYZ』 |

### 参加作品
| 発売日         | 曲名                                                                   | 収録作品                                                 |
| -------------- | ---------------------------------------------------------------------- | -------------------------------------------------------- |
| 2000年12月15日 | 最後の夜                                                               | ASAYAN超男子。堂珍・ネスミス「最後の夜 / I'll Be There」 |
| 2000年12月15日 | I'll Be There                                                          | ASAYAN超男子。堂珍・ネスミス「最後の夜 / I'll Be There」 |
| 2000年12月15日 | 最後の夜                                                               | ASAYAN超男子。ネスミス・藤岡「最後の夜 / Stand By Me」   |
| 2000年12月15日 | Stand By Me                                                            | ASAYAN超男子。ネスミス・藤岡「最後の夜 / Stand By Me」   |
| 2005年6月29日  | No Lady No Life ※コーラス                                              | ケツメイシ『ケツノポリス4』                              |
| 2006年3月29日  | Love, Dream & Happiness                                                | EXILE『ASIA』                                            |
| 2006年7月26日  | BATCH GOO LADY feat. SKILLAW & MIYABI & ネスミス                       | DJ SHIBUCHIN『DJ SHIBUCHIN presents…SHIBUCHIN SUMMIT』   |
| 2007年1月17日  | Lovers Again -The Finalist Version-                                    | EXILE「Lovers Again」                                    |
| 2007年3月7日   | ソングソルジャー 〜明日の戦士〜                                        | Dreamers「ソングソルジャー 〜明日の戦士〜」              |
| 2007年3月7日   | ソングソルジャー 〜明日の戦士〜 Nesmith Version                        | Dreamers「ソングソルジャー 〜明日の戦士〜」              |
| 2013年1月16日  | イノチノリズム                                                         | DANCE EARTH PARTY「イノチノリズム」                      |
| 2013年1月16日  | 戦下の地球で                                                           | DANCE EARTH PARTY「イノチノリズム」                      |
| 2017年2月1日   | イノチノリズム 〜グレートジャーニー〜 feat. EXILE NESMITH, Crystal Kay | DANCE EARTH PARTY『I』                                   |
| 2018年11月14日 | 彼女の“Modern…” feat.EXILE NESMITH (from LUNATIC FEST. 2018)           | GLAY「愁いのPrisoner/YOUR SONG」                         |
| 2020年10月1日  | 弾心 〜ダンシン〜                                                      | Girls² feat. 黒木啓司, NESMITH「弾心 〜ダンシン〜」      |
| 2020年12月25日 | さるこうよ                                                             | EXILE NESMITH, Leola & 中田裕二「さるこうよ」            |
| 2023年12月22日 | ただいま feat. EXILE NESMITH                                           | Leola『ただいま feat. EXILE NESMITH』                    |

### 作詞
| 発売日        | 曲名                           | 収録作品                             |
| ------------- | ------------------------------ | ------------------------------------ |
| 2009年1月7日  | My Place                       | J Soul Brothers『My Place』          |
| 2014年2月5日  | Dear...                        | THE SECOND from EXILE『THE II AGE』  |
| 2016年6月15日 | ASOBO! feat. Far East Movement | V.A.『HiGH&LOW ORIGINAL BEST ALBUM』 |
| 2017年3月1日  | Beautiful Angel                | EXILE THE SECOND『BORN TO BE WILD』  |
| 2022年1月1日  | Freedom                        | EXILE『PHOENIX』                     |

### タイアップ
| 曲名 | タイアップ                                       |
| ---- | ------------------------------------------------ |
| 追伸 | 日本郵政公社 WEBドラマ『10年レター』テーマソング |
| 追伸 | 日本郵政公社 CF『10年レター』タイアップソング    |

## 出演

### テレビ番組
- ASAYAN（2000年、テレビ東京）
- EX-LOUNGE（2012年11月 - 2013年3月、TBS） - MC[25]
- NES-FES.（2019年4月 - 、TKU） - VJ[26]

### 映画
- ホテル・ハイビスカス（2003年） - ケンジにぃにぃ[27]

### 舞台
- 劇団EXILE 第四回公演「DANCE EARTH〜願い〜」（2010年5月） - ジョシュ 役
- DANCE EARTH 〜生命の鼓動〜（2013年2月） - ワダマサ 役[28]
- ピーターパン（2019年7月 - 8月） - フック船長/ダーリング氏 役[29]
- BOOK ACT「ヒーローよ 安らかに眠れ」（2020年2月）[30]
- ラグタイム（2023年9月 - 10月） - ブッカー・T・ワシントン 役 [31]
- アンドレ・デジール 最後の作品（2024年11月） - ジャン 役（島太星とダブルキャスト）[32]

### 吹き替え
- 犯罪都市 THE ROUNDUP（2023年） - 独眼船長 / キム・ギョボム 役、ラク 役[33]

### ラジオ
- EXILE NESMITHのオールナイトニッポン（2012年1月 - 2013年3月、ニッポン放送）[34]
- EXILE THE SECOND THE WILD（2017年3月、Crimson FM） - メインパーソナリティー[35]
- EXILE THE SECOND THE ON 〜音〜（2017年4月 - 2019年7月、TS ONE） - メインパーソナリティー[36]
  - EXILE THE SECOND THE ON リターンズ!（2020年2月 - 3月、JFN PARK）[37]
- FMK RADIO BUSTERS「Hi-Go Let's Go」（2019年10月 - 2024年4月、エフエム熊本）[38]

### CM
- 第一興商「SmartDAM」（2013年）
- フジテレビジョン「ダイハツ キュリオス」（2017年）[39]
- 洋服の青山（2019年）[40]

### 配信番組
- DAMチャンネル（2014年2月） - 月替わりMC[41]

### ランウェイ
- Amazon Fashion Week TOKYO 2019 A/W（2019年3月21日）[42]

### その他
- 写真展「Xシリーズで綴る写真展『写真すること』」（2012年11月）[43][44]
- くまもと黒毛和牛プレミアム「和王」広報大使（2017年 - ）[3]

## ライブ

### 合同
- VBA LIVE TOUR 2012 VOCAL BATTLE STAGE（2012年2月29日 - 3月7日）[45]
- VOCAL BATTLE AUDITION Presents "VOCAL BATTLE STAGE 2014"（2014年4月24日 - 4月25日）[46]

### ファンクラブイベント
- EXILE NESMITH FAN CLUB EVENT in HANEDA 〜ネスミのファンミ〜（2019年3月23日）[47]
- EXILE OFFICIAL FAN CLUB EVENT『ネスミのファンミ 〜2024忘年会〜』（2025年3月15日）[48]

## 書籍
- エグザムライ戦国G（2011年 - 2013年） - 企画・原案

### 雑誌連載
- with「GIVE&TAKE」（2015年3月号 - 2017年11月号、講談社） - 不定期連載[49]
- フォトテクニック デジタル「EXILE NESMITH ポートレート・究『P.S.』」（2018年12月号 - 2020年10月号、玄光社）